# Hotel Goldene Kugel

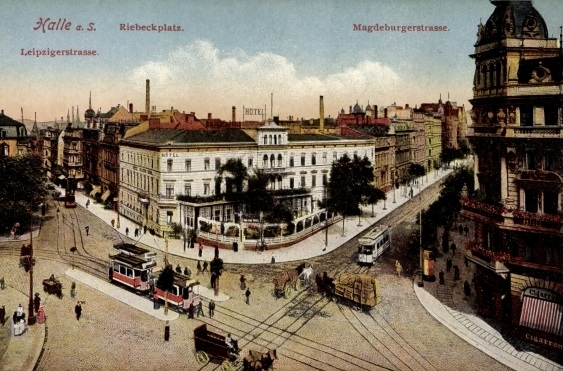
Das Hotel vor 1918

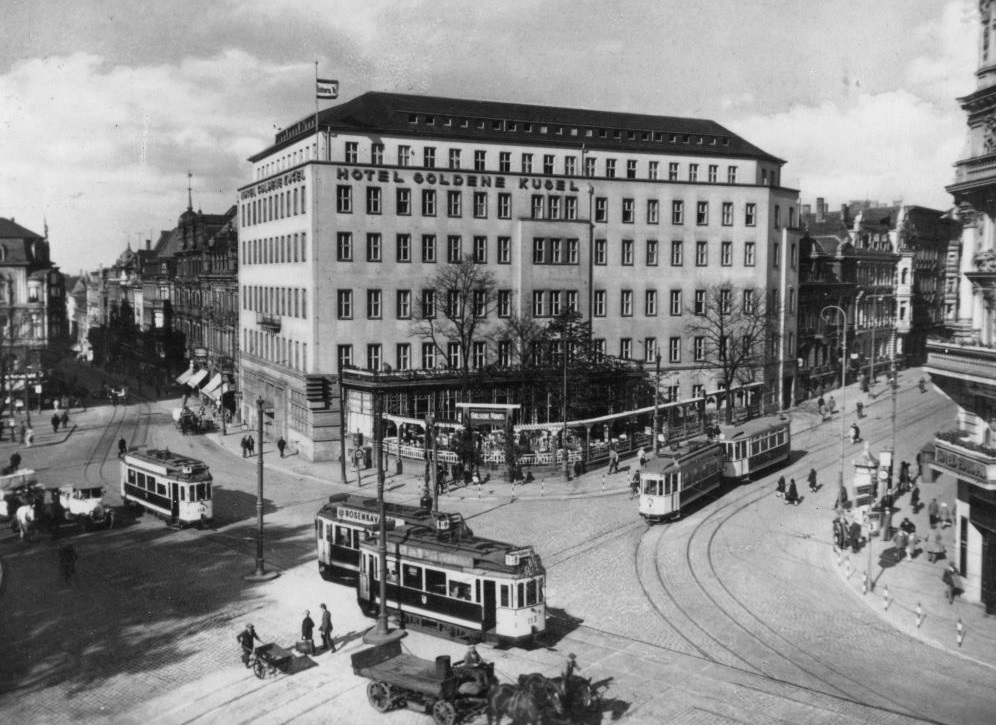
Zustand um 1930

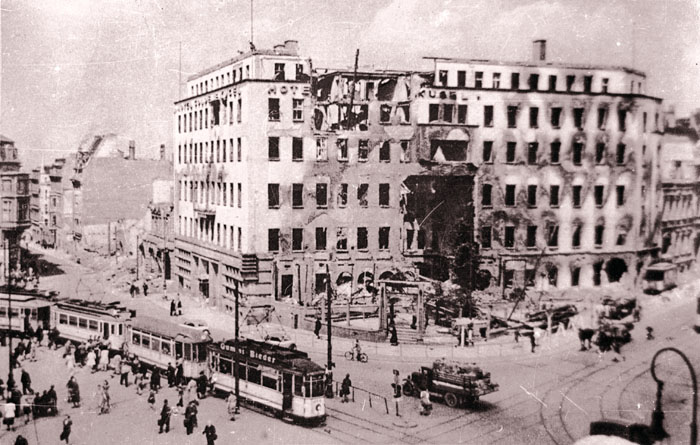
Das ausgebrannte Gebäude 1945

Das Hotel Goldene Kugel war ein berühmtes Hotel in Halle (Saale) an der Leipziger Straße, das von 1720 bis 1945  bestand.

## Geschichte
1720 wurde an der Leipziger Straße östlich vor den Toren der Stadt der Bergnerische Gasthof errichtet. Zu ihm gehörte auch eine Schmiede. Im Siebenjährigen Krieg und im Krieg Napoléons gegen Preußen 1806/1807 fanden in der Umgebung des Gasthofs heftige Gefechte statt. Sie führten zur Umbenennung in Gasthof „Zur Kugel“.
In Folge der 1840 in der Nähe erbauten ersten Bahnstation der Stadt Halle wurde 1859 an Stelle des alten Gasthofes ein neues, dreigeschossiges Hotelgebäude errichtet und nun Hotel „Goldene Kugel“ genannt. Es wurde in den folgenden Jahren immer wieder um- und ausgebaut und schließlich auf ca. 100 Zimmer erweitert. Vor dem Hotel entstand ein heizbarer Wintergarten und ein mit reichem Blumenschmuck dekorierter Sitzbereich zum Riebeckplatz.
Nach dem Ersten Weltkrieg befand sich das Hotel in Besitz von F. Otto Stoye, der es 1924 durch den Architekten Hermann Frede erneut modernisieren ließ. 1929 erfolgte eine Aufstockung von drei auf sechs Etagen. 1939 betrieb Stoye auch noch das Hotel und Restaurant Goldener Löwe in Eisleben.
In der Endphase des Zweiten Weltkriegs wurde bei der Bombardierung Halles am 31. März 1945 auch das Hotel „Goldene Kugel“ getroffen, das Gebäude brannte aus. Die Ruinen wurden nach dem Krieg zur Neugestaltung des Riebeckplatzes als Verkehrsknoten abgetragen.